# Wysock (gmina)
Wysock – dawna gmina wiejska istniejąca do 1939 roku w woj. poleskim (obecnie na Ukrainie). Siedzibą gminy był Wysock, który początkowo stanowił odrębną gminę miejską.
Początkowo gmina należała do powiatu rówieńskiego w guberni wołyńskiej. Na przełomie 1919/20 gmina weszła w skład administracyjnego okręgu wołyńskiego (ZCZW lub ZCZWiFP). 15 marca 1920 r. pod Zarządem Cywilnym Ziem Wołynia i Frontu Podolskiego gmina weszła w skład nowo utworzonego powiatu sarneńskiego.
1 czerwca 1920 została przekazana Rządowi RP, a 19 lutego 1921 weszła w skład woj. poleskiego. 1 stycznia 1923 roku gmina weszła w skład nowo utworzonego powiatu stolińskiego w tymże województwie. 18 kwietnia 1928 roku do gminy przyłączono część zniesionej gminy Terebieżów. 
Po wojnie obszar gminy Wysock wszedł w struktury administracyjne Związku Radzieckiego.